# Charlestown, Indiana
Charlestown är en stad (city) i Clark County, i delstaten Indiana, USA. Enligt United States Census Bureau har staden en folkmängd på 7 678 invånare (2011) och en landarea på 29,6 km².